# Guillaume de Monte Sant'Angelo
Guillaume de Monte Sant'Angelo († après 1104) est un baron normand d'Italie du début du XIIe siècle, comte de Monte Sant'Angelo de 1102/1103 à 1104.

## Biographie
Guillaume est un membre de la famille Drengot, puissante et influente famille normande dont les premiers membres quittent le duché de Normandie pour tenter l'aventure en Italie méridionale à partir de l'an 1016; les Drengot sont la seule famille à véritablement rivaliser avec une autre famille normande non moins importante, les Hauteville. Guillaume est en effet le troisième fils d'un certain Robert de Lucera, neveu de Rainulf Drengot, 1er comte normand d'Aversa (v.1030), et quatrième fils de Asclettin Quarrel. Par sa mère Gaitelgrima de Salerne, fille du prince Guaimar IV de Salerne, il appartient également à la noblesse lombarde issu du duché lombard de Bénévent. Cependant, si l'identité de sa mère est certaine grâce à un document daté de 1098, celle de son père est contestable.
Son père Robert de Lucera meurt à une date inconnue, au début des années 1080 au plus tard, tandis que son frère aîné, Richard, meurt jeune en mars 1083. Son autre frère aîné Henri de Monte Sant'Angelo devient comte; mort sans postérité, Guillaume, le frère cadet, lui succède.
Guillaume entretient des liens étroits avec l'empereur byzantin Alexis Ier Comnène, qui cherche à profiter de la division des Normands.
En octobre 1104, le fils et successeur de Robert Guiscard, Roger Borsa, duc d'Apulie, marche avec une troupe contre lui et l'assiège dans son fief de Monte Sant'Angelo; Guillaume est contraint de fuir ou être banni tandis que le comté de Monte Sant'Angelo est aboli.
Il disparait de l'histoire à ce moment et la date de sa mort est inconnue.